# San Blas, Nayarit
San Blas là một đô thị thuộc bang Nayarit, México. Năm 2005, dân số của đô thị này là 37478 người.

## Khí hậu
| Dữ liệu khí hậu của San Blas            | Dữ liệu khí hậu của San Blas | Dữ liệu khí hậu của San Blas | Dữ liệu khí hậu của San Blas | Dữ liệu khí hậu của San Blas | Dữ liệu khí hậu của San Blas | Dữ liệu khí hậu của San Blas | Dữ liệu khí hậu của San Blas | Dữ liệu khí hậu của San Blas | Dữ liệu khí hậu của San Blas | Dữ liệu khí hậu của San Blas | Dữ liệu khí hậu của San Blas | Dữ liệu khí hậu của San Blas | Dữ liệu khí hậu của San Blas |
| Tháng                                   | 1                            | 2                            | 3                            | 4                            | 5                            | 6                            | 7                            | 8                            | 9                            | 10                           | 11                           | 12                           | Năm                          |
| --------------------------------------- | ---------------------------- | ---------------------------- | ---------------------------- | ---------------------------- | ---------------------------- | ---------------------------- | ---------------------------- | ---------------------------- | ---------------------------- | ---------------------------- | ---------------------------- | ---------------------------- | ---------------------------- |
| Trung bình ngày tối đa °C (°F)          | 28.0 (82.4)                  | 28.2 (82.8)                  | 28.8 (83.8)                  | 30.2 (86.4)                  | 31.9 (89.4)                  | 33.3 (91.9)                  | 34 (93)                      | 34.1 (93.4)                  | 33.8 (92.8)                  | 33.8 (92.8)                  | 31.7 (89.1)                  | 29.0 (84.2)                  | 31.4 (88.5)                  |
| Trung bình ngày °C (°F)                 | 22.1 (71.8)                  | 22.1 (71.8)                  | 22.5 (72.5)                  | 24 (75)                      | 26.3 (79.3)                  | 28.8 (83.8)                  | 29.3 (84.7)                  | 29.4 (84.9)                  | 29.2 (84.6)                  | 28.8 (83.8)                  | 26.2 (79.2)                  | 23.4 (74.1)                  | 26 (79)                      |
| Tối thiểu trung bình ngày °C (°F)       | 16 (61)                      | 15.9 (60.6)                  | 16.2 (61.2)                  | 18 (64)                      | 20.7 (69.3)                  | 24.3 (75.7)                  | 24.7 (76.5)                  | 24.8 (76.6)                  | 24.7 (76.5)                  | 24 (75)                      | 20.6 (69.1)                  | 18 (64)                      | 20.6 (69.1)                  |
| Lượng Giáng thủy trung bình mm (inches) | 20 (0.8)                     | 13 (0.5)                     | 5.1 (0.2)                    | 0 (0)                        | 20 (0.8)                     | 130 (5.1)                    | 340 (13.3)                   | 390 (15.4)                   | 360 (14.2)                   | 120 (4.9)                    | 13 (0.5)                     | 23 (0.9)                     | 1.440 (56.8)                 |
| Nguồn: Weatherbase                      |                              |                              |                              |                              |                              |                              |                              |                              |                              |                              |                              |                              |                              |